# Palazzina Scandale
Die Palazzina Scandale ist ein kleiner Palast aus dem 19. Jahrhundert im Jugendstil in Catanzaro in der italienischen Region Kalabrien. Das Gebäude liegt an der Ecke des Corso Giuseppe Mazzini und der Piazza Grimaldi, also gegenüber dem Palazzo Grimaldi-Montuori, in dem die Handels-, Industrie-, Handwerks- und Landwirtschaftskammer von Catanzaro (CCIA) untergebracht ist.